# ラスト・ドア
『ラスト・ドア』（原題：A casa loro、英題：Go Home）は2018年のイタリアのホラー映画。

## あらすじ
ローマで移民反対の抗議活動に参加するエンリコは、暴動に巻き込まれてしまう。混乱した状況で人々はゾンビ化してしまい、エンリコは移民が暮らす収容所に助けを求める。

## スタッフ
- 監督：ルナ・グアラーノ
- 脚本：エミリアーノ・ルッビ（イタリア語版）
- 製作：エミリアーノ・ルッビ
- 音楽：エミリアーノ・ルッビ、エウヘニオ・ビーツチェドミニ、フランク・マレッリ
- 撮影：サンドロ・チェッサ
- 編集：ルナ・グアラーノ
- 衣装：ステファニア・ピサーノ

## キャスト
- エンリコ：アントニオ・バンノ
- イブラヒム：シディ・ディオップ（イタリア語版）
- サラ：アワ・コウンドウル
- アリ：パピ・モマル・ディオップ
- ファルラン：シーク・ドーダ
- ビクター：シリル・ドーラン（イタリア語版）
- ハリード：ムニス・フィルワナ
- モハメド：ワジー・ジャベル
- ステファノ：カルロ・カプリオーリ（イタリア語版）
- セレナ：アナベラ・カラブレーゼ
- ジョヴァンニ：ジュリアーノ・レオーネ
- ジャーナリスト：ジュリア・グアラーノ
- パンドーロ：フランク・マレッリ